# Forever Young (canción de Rod Stewart)
«Forever Young» es una canción del cantante y compositor británico Rod Stewart, lanzada por primera vez en su álbum de 1988 Out of Order.
En Estados Unidos fue un éxito Top 20 en el Billboard Hot 100, alcanzando el número 12. En Canadá llegó al puesto 9 en la lista RPM Top Singles. 

## Información de la canción
Stewart escribió la canción con dos miembros de la banda: el guitarrista Jim Cregan y el tecladista Kevin Savigar. La estructura de la letra de esta canción era lo suficientemente similar a una canción de Bob Dylan del mismo título. Después de su finalización, Stewart le envió la canción a Dylan, preguntándole si tenía algún problema con ella. Los dos acordaron participar en la propiedad de la canción y compartir las regalías.

## Vídeo musical
El video de esta canción muestra a Stewart cantándole a un niño, interpretado por Alex Zuckerman, mientras pasan escenas y paisajes rurales de Estados Unidos. Fue filmado en Potrero Road en Hidden Valley, Condado de Ventura, California.

## Posicionamiento en listas
| Lista 1988                         | Máxima posición |
| ---------------------------------- | --------------- |
| Canadá (RPM Top Singles)           | 9               |
| Estados Unidos (Billboard Hot 100) | 12              |
| Irlanda (IRMA)                     | 41              |
| Reino Unido (UK Singles Chart)     | 57              |
| Sudáfrica (Springbok)              | 3               |